# Sith
Sith (výslovnost sit, v množném čísle Sithové: sitové) je fiktivní řád ze světa Star Wars. Jednalo se o společenství bytostí ovládající mystickou Sílu, jež propůjčovala nejrůznější Psionické schopnosti, ale užívají pouze její temnou stranu. Ve Star Wars představovali záporné osoby, které touží po neomezené moci. Usilují o zničení svých nepřátel, rytířů Jedi, kteří ochraňují Republiku, nositelku svobody a demokracie v galaxii. Sithové však původně tvořili rasu humanoidů z planety Korriban, kterou v minulosti ovládli Temní Jediové vyhnaní z Republiky. Ti si Sithy podmanili a přivlastnili si nejen jejich znalosti o temné straně Síly, ale i způsoby a jméno.
Název Sith vychází z výrazu Sith'ari, jenž se dá přeložit jako „všemocný pán“. Postupem času se význam slova přesunul jako pojmenování dokonalé bytosti vedoucí celý řád Sithů.

## Vývoj konceptu Sithů

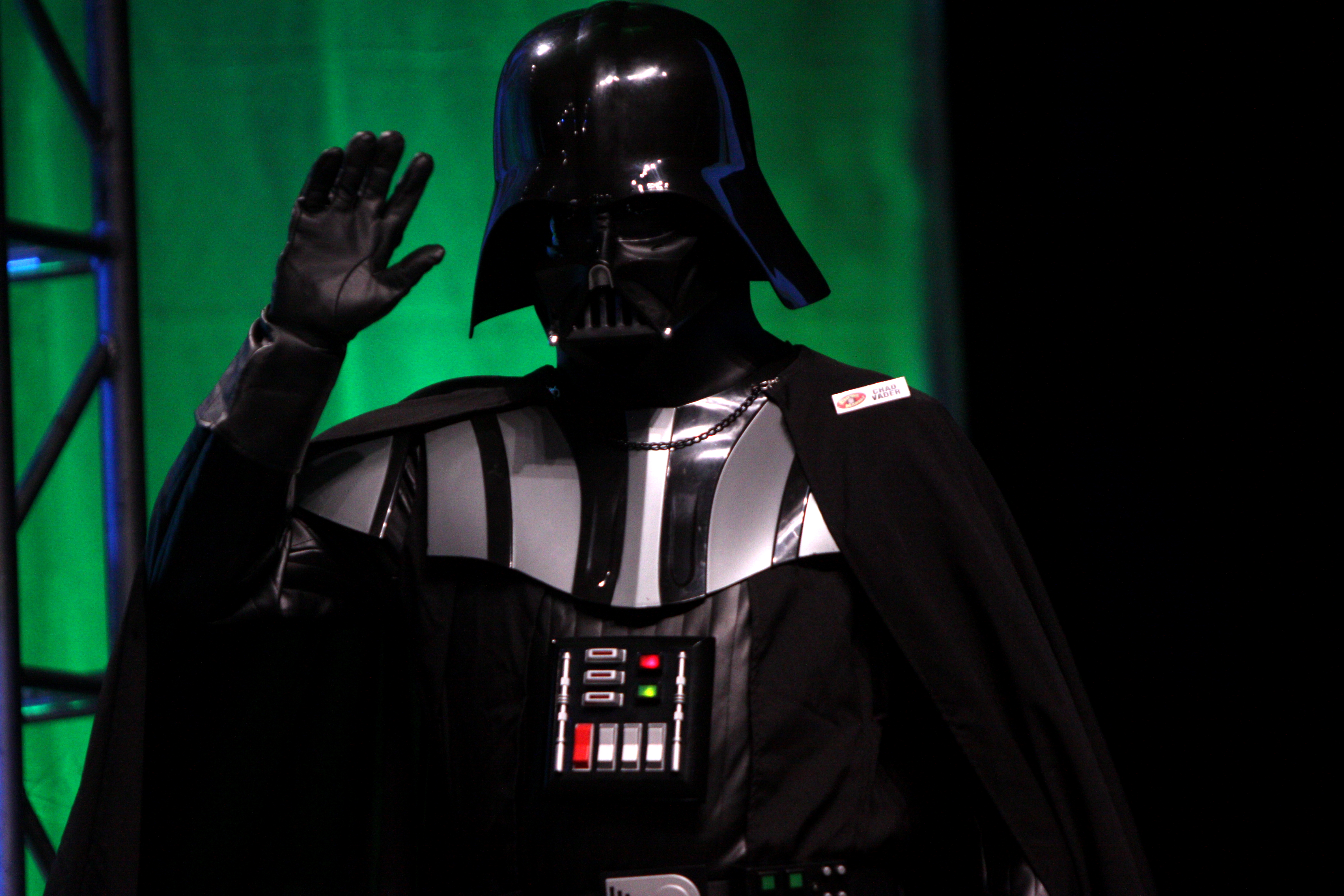
Darth Vader, známý příslušník řádu Sithů

Řád Sithů byl poprvé představen Georgem Lucasem v roce 1977 ve scénáři a v románu, jenž vyšel souběžně s filmem Star Wars: Epizoda IV – Nová naděje. Slovo Sith si vypůjčil ze série John Carter of Mars od E. R. Burroughse, kde představovali obří jedovatý hmyz, který šlo jen obtížně zabít. Ve filmové sérii však slovo Sith zaznělo až s příchodem Epizody I. Do té doby bylo použito jen ve výše zmíněném románovém přepisu nebo v dílech z Expanded Universe.
Sith měl být podle původních představ Lucase pouze název titulu pro Dartha Vadera, v plném znění Temný Pán ze Sithu. V dalších dílech bylo postupně prozrazeno, že tento řád netvořil pouze Vader a Imperátor, ale několik generací Sithů. V dalších tvorbách pro svět Star Wars ve formě knih, počítačových her a jiných médií byla postupně odhalována úplná historie tohoto řádu.

## Sithský kodex
Všichni Sithové využívají jen a pouze temnou stranu Síly. Ta jim dává sílu a schopnosti někdy považované za nemožné. Byli hnáni dopředu spalující vášní, touhou po moci (většinou s cílem ovládnout galaxii) a samozřejmě toužili pomstít se Jediům. Své učení shrnovali do jednoduchého kodexu, který tvořil protiváhu Jediů.
Sithové věří ve stálý konflikt, jenž posiluje jak jednotlivce, tak celé civilizace, které nutí ke změnám a vývoji. Konflikt zajišťuje, aby přežili jen ti silní k dosažení dokonalosti. Slabí jedinci měli být eliminováni. Jedijské učení o míru bylo Sithy zcela odmítnuto, protože mír vede pouze ke stagnaci a zahálení. Každý Sith neváhal využít jakoukoliv příležitost zlepšení svých dovedností.
Základní hnací síla Sithů je jejich vášeň. Jediové tvrdí, že strach a hněv jsou negativní emoce a je nutné s nimi bojovat. Naproti tomu Sithové věří, že tyto emoce jsou vlastní každému tvoru, a proto je chyba se od nich oprostit. Emoce jsou hlavní složkou ke správnému pochopení a ovládnutí Síly. Jediové zakázali i lásku, protože může vést k žárlivosti a chtíči. Sithové ji zakázali také, ale z toho důvodu, že vede ke slitování a může vést k zavržení sithské touhy po velké moci.
Mnoho Sithských pánů si nechávalo tetovat symbol jejich příslušnosti k řádu. Tvořily je většinou ornamenty z červeno-černých sithských holokronů. Tetování je nesmírně bolestivé, jelikož pokrývá zpravidla celé tělo. Tetování měli např. Darth Maul, Darth Talon, Darth Ruin a většina Sithů z Nového sithského řádu. Kodex Sithů:
- „Mír je lež, je jen vášeň.“
- „Prostřednictvím vášně získávám sílu“ (power, nikoli Force).
- „Prostřednictvím síly získávám moc.“
- „Prostřednictvím moci získám vítězství.“
- „Prostřednictvím vítězství jsou řetězy zlomeny.“
- „Síla mě osvobodí.“

## Sithské světelné meče
Sithové používají světelné meče, tedy stejný symbol jako rytíři Jedi. Na rozdíl od nich však vkládají do vnitřku meče syntetické krystaly k zaostření a zesílení čepele, které nabízí kvůli moci temné strany při zpracování pouze rudou barvu, jež koresponduje s větší agresivitou, vášní a neklidem. Má tedy přesně ty vlastnosti, kterých si Sithové nejvíce cení. Používají se také proto, že přírodní krystal je pro Sithy v mnoha případech nedostupný.
Zatímco Jediové si konstruují vlastní světelný meč jako součást skládání padawanských zkoušek, Sithové světelný meč buď dostanou „za odměnu“, nebo používají nadále ten, jenž si přenesli na temnou stranu ze světlé, nebo používají světelné meče svých zabitých nepřátel.

## Historie Sithů
Rasa Sithů, která žila v symbióze s temnou stranou Síly, se vyvinula na odlehlé planetě Korriban. Postupně vznikla civilizace, jež byla sjednocena v mocnou a vyspělou říši, jejímž vrcholem bylo tzv. „První Impérium“ pod vládou legendárního krále (sith'ari) Adase, jenž vládl kolem roku 28 000 BBY. Ten vedl Sithy k vítězství nad dobyvačnou rakatskou civilizací, jež také ovládala temnou stranu Síly a chtěla Sithy zotročit. Od nich se Sithové naučili stavět vesmírné lodě a tvořit sithské holokrony, které jim pomohly s vyhnáním vetřelců z Korribanu. Postupně dobyli i soustavy okolo Korribanu. Nejdůležitější sithské kolonie byly v té době Ziost, Tund a Malachor V. V rozhodující bitvě však Adas padl a Impérium se rozpadlo. Jelikož se nenašel žádný další schopný vůdce, utopil se Korriban a okolní světy v tisíciletých občanských válkách.

### Staré sithské impérium
Až teprve v roce 7 000 BBY dochází k výraznému průlomu. Skupina odpadlých Jediů chtěla zkoumat temnou stranu a mutace, jež způsobuje, takže zahájili Druhé velké schizma a válku známou jako Stoletá temnota. Dotyční byli po této válce vypovězeni z Republiky a narazili na planetu Korriban, kde nalezli věčnými konflikty zdegenerovanou, kdysi mocnou rasu Sithů. Ti svou domovinu už předtím přesunuli na Ziost a Korriban pro ně byl po vybombardování všech měst už jen pohřební planetou pro nejmocnější sithské krále. Temní Jediové se pod vedením Ajunty Palla spojili se sithskou frakcí známou jako Stínová ruka, aby svrhli slabého současného krále a ovládli Korriban. Poté přijali od primitivních sithských obyvatel nový titul Temný pán ze Sithu, zrušili království a založili Staré sithské impérium vycházející ze sithské kastovní tradice, na jejímž vrcholu byl Temný pán ze Sithu namísto Sith'ariho. Příchozí temní Jediové se pak za pomocí pradávné sithské alchymie křížili se Sithy a během následujícího milénia Impérium expandovalo a zahrnulo mnoho dalších planet v okolí Korribanu, přičemž jednotliví sithští lordi soupeřili mezi sebou.
Bohatství Impéria vedlo k jeho zlatému věku za vlády Marky Ragnose. Po jeho smrti se ujal vlády ambiciózní Temný pán ze Sithu Naga Sadow, jenž toužil ovládnout galaxii, když se dozvěděl od dvou zbloudilých republikových prospektorů o existenci dosud bájné Republiky. Zahájil tedy Velkou hyperprostorovou válku, v níž byl poražen. Celé Impérium se následkem války, zrady jeho učedníka Gava Daragona a konfliktu s konzervativně založeným Ludo Kresshem během deseti let rozpadlo. Sithové tehdy poprvé narazili na Jedie, kteří pak vedli do Impéria na rozkaz Nejvyššího kancléře Republiky trestnou výpravu, jež vedla k Sithskému holocaustu. Jak byla Republikou a Jedii celá sithská civilizace ničena, zmizel Naga Sadow společně se svou armádu Massassiů na Yavin IV. Jeden ze sithských lordů Vitiate uprchl se svou malou jednotkou na planetu Dromund Kaas v neprobádaném regionu, kde pomalu obnovoval Impérium, a přísahal Jediům i Republice krutou pomstu.

### Říše Freedona Nadda na Onderonu
Naga Sadow na Yavinu IV přežil ve stázi, než byl kolem roku 4 400 BBY probuzen padlým rytířem Jedi Freedonem Naddem. Sadow Nadda vycvičil v umění temné strany a umírá jeho rukou. Ten se však netradičně rozhodl namísto usilování o nadvládu nad galaxií pro vládu nad jediným světem, proto se ustanovil králem Onderonu. Jeho potomci královna Amanoa a král Omin poté vedli o tři až čtyři století později kult Naddistů proti svým nepřátelům a proti Jediům ve Zvířecích válkách, kdy povstal duch Freedona Nadda.

### Staré Sithské války

#### Bratrstvo Sithů
S koncem povstání ducha Freedona Nadda začala nová válka, jež vlastně vypukla na dvou frontách. Členové císařského rodu ze soustavy Císařovny Tety Satal a Aleema Keto totiž byli Naddovi tajní učedníci, založili sektu známou jako Krath a celý systém uzavřeli před zbytkem galaxie, aby naplánovali válku na její dobytí. Bratrstvo Sithů byla druhá skupina, vedená padlým Jediem Exarem Kunem, který studoval sithské znalosti a v roce 3 997 BBY nadobro zničil ducha Nadda. Tím Exar Kun převzal titul Temného pána ze Sithu a na Ossusu naverboval mnoho Jediů, kteří byli nespokojeni s poměry v Republice a řádu samotném.
V soustavě Císařovny Tety mu však vyrostla nežádoucí konkurence, kterou ztělesňoval další padlý Jedi, Ulic Qel-Droma, a Kun se ho vydal zabít, ovšem díky zásahu ducha Marky Ragnose spolu přestali bojovat a spojili své řády do jediné armády s cílem obnovit Sithské impérium. Jediové i přes velké ztráty dokázali Kuna a jeho Bratrstvo porazit v bitvě o Yavin IV, ovšem tento konflikt otřásl řádem Jedi v základech, čehož bylo využito později.

#### Revanovo sithské impérium
Ještě dříve, než se galaxie vzpamatovala z poslední války, nastala další: Mandalorianské války. Jediové se rozhodli nezasahovat, ale někteří přesto neuposlechli radu a bojovali za Republiku. Tyto Jedie vedl Revan, jenž během války objevil ztracenou Trayuskou akademii na Malachoru V a dozvěděl se tam znepokojivé informace o „Pravých Sithech“. Při pátrání po jejich Impériu podlehl temné straně Síly, přijal titul Temný pán ze Sithu a zformoval z armády veteránů Mandalorianských válek a loajálních Jediů vlastní impérium s armádou doplňovanou ze Star Forge. Galaxii dovedl do Jedijské občanské války, v níž praktikoval hromadné obracení členů řádu Jedi na temnou a svou stranu, v mnohem větší míře, než praktikoval Kun.
Revan byl po zradě svého učedníka Darth Malaka považován za mrtvého, avšak objevil se zpět na světlé straně, vedl Republiku k porážce Malaka, zničení Star Forge a vlastního impéria. Po této válce se dávání si titulu Darth před jméno stalo tradicí.

#### Sithský triumvirát
Sithský Triumvirát byl malý, avšak smrtonosný řád Sithů založený bývalou mistryní Jedi, nyní známou jako Darth Traya. Vzala si za učedníky dva Sithy neznámého původu a trénovala je v Trayuské akademii na Malachoru V. Po jejím vypovězení z Triumvirátu nasměrovali dva zbylí sithští pánové Darth Nihilus a Darth Sion svoji pozornost na Jedie a začali je lovit ve velkém, až způsobili tzv. první jedijské vyhlazení. Triumvirát byla vlastně aliance frakcí a zbytků bývalého Revanova impéria a založena byla nedlouho po bitvě o Rakata Prime, která ukončila Jedijskou občanskou válku. Pod nadvládou triumvirátu byly stovky sithských učedníků, sithských mistrů, a co je nejdůležitější, byli zde i sithští vrazi, kteří vykonávali poslušně Sionovy příkazy lovit Jedie. Triumvirát se rozpadl a zanikl, jakmile se Traya, Sion a Nihilus začali zrazovat navzájem. Všichni tři byli nakonec jeden po druhém poraženi Vypovězenou. Spolu s Trayou zanikl i Malachor V a Trayuská akademie.

#### Praví Sithové
"Praví Sithové" byli příslušníci tajné frakce Sithů, která přežila Velkou hyperprostorovou válku. Tento řád existoval v dobách Revana více než tisíc let a tiše čekal v Neznámých regionech galaxie na vhodnou dobu k úderu. Ta měla nastat během Jedijské občanské války, ale Revan svými kontroverzními činy Imperátorovy plány překazil a pozdržel. Nicméně to byla právě tato sekta, jež prostřednictvím svých agentů vyvolala Mandalorianské války.
V 37. století BBY se však tito Sithové nakonec vrátili do Republiky a po téměř třicet let ji postupně dobývali, než ji nabídli podmínky nevýhodné mírové smlouvy na jednáních na Alderaanu, jež odstartovala dvanáctiletou Studenou válku. Po jejím skončení konflikt znovu vypukl, ale tentokrát bylo Impérium pravých Sithů poraženo.

### Nové sithské impérium
Nové Sithské Impérium bylo založeno Darth Ruinem po Čtvrtém velkém schizmatu v roce 2 000 BBY a ovládlo značnou část galaxie. Hlavní planetou byl svět Roon. Toto Impérium bylo ze všech předcházejících nejmocnější, bylo mnohem rozlehlejší než Staré i Revanovo sithské impérium a po bitvě o Mizru ovládlo většinu galaxie. Jenže v letech 2 000 až 1 000 BBY trpěl sithský řád stálými potyčkami jeho členů mezi sebou a ničil se sám zevnitř.

#### Bratrstvo temnoty
Proto kolem roku 1 100 BBY Lord Kaan zreorganizoval Sithy do Bratrstva temnoty a dal titul Temný pán ze Sithu stovkám až tisícům členů řádu. Bratrstvo temnoty mělo v jednu dobu k dispozici armádu o více než 20 000 Temných pánů a jejich učedníků. Tím však nastolil anarchii, jež ještě více oslabila sithský řád neustálými vnitřními konflikty a sami Sithové začali být celkově hloupější. Toho využily zbytky Republiky a Jediů, jež představovaly pouze planetu Coruscant a blízké okolí, k činům. Roku 1000 BBY proběhla památná Sedmá Bitva o Ruusan, v níž měli být Sithové navždy vyhlazeni.

### Řád sithských pánů
Jenže jeden ze Sithů z Bratrstva temnoty přežil a nebyl jím nikdo jiný než Darth Bane, který se nemalou měrou zasloužil o to, aby bylo Bratrstvo zničeno. Sám založil Řád sithských pánů na základě znalostí z Revanova holokronu, z čehož Bane vytvořil Pravidlo dvou. Bane a jeho následovníci využívali od té doby místo přímé konfrontace s Republikou a Jedii jen maskování, zradu a důmyslnou a zákeřnou taktiku k dosažení vítězství. Byl to právě tento řád, který nakonec triumfoval nad Jedii a Republikou o téměř tisíc let později, protože se Baneův následovník Darth Sidious úspěšně infiltroval do nejvyšších struktur Republiky, vyvolal umělý konflikt známý jako Klonové války a nakonec dosáhl sithské pomsty v roce 19 BBY, když Jedie téměř vyhladil.
Díky své prohnanosti se stal neomezeným vládcem galaxie, císařem Impéria, ale nakonec byl poražen při bitvě o Endor v roce 4 ABY.

### Učedníci Ragnose
Učedníci Marka Ragnose byl Sithský kult pod vedením Taviony Axmisy, který se snažil vzkřísit Marku Ragnose díky Sithské magii a převzít kontrolu nad galaxií. Kult byl úzce spjat se znovuzrozeným Impériem, jehož byla Tavion součástí. Kult byl nakonec zničen Jadenem Korrem a Novým jedijským řádem.

### Lumiyini Sithové
Lumiyini Sithové byla skupina jedinců spojených s Lumiyiou, samozvanou Temnou Paní ze Sithu po poslední smrti Darth Sidiouse. I přes Palpatinovu smrt tedy Sithové přežili. Byla tajně vycvičena ještě Darth Vaderem a přivlastnila si titul Temná Paní ze Sithu. Trénovala dva učedníky: Flinta, jehož obrátil na světlou stranu Luke Skywalker, a Carnora Jaxe, jenž byl zabit Palpatinovým loajalistou Kirem Kanosem. Nedlouho potom se jí podařilo přesvědčit Vaderova vnuka Jacena Sola, aby se přidal k temné straně. Tak se zrodil Darth Caedus, jenž si později vzal za učednici Tahiru Veilu.

### Nový sithský řád
V roce 130 ABY povstal nový řád, aby nahradil dosavadní Baneův Řád sithských pánů a předešlé malé řády. Byl založen Darth Kraytem na Korribanu už v roce 30 ABY. Tento řád byl duchy starých Temných pánů považován za kacíře, takže musel Darth Krayt strávil celé století přípravami na opětovné sjednocení galaxie pod vládu Sithů. On a jeho řád se poprvé ukázal až v době 127-130 ABY kdy vyvolali Sithsko-imperiální válku a zahájil útok na Jedie na Ossusu, což vedlo k nahrazeni Galaktické aliance Druhým impériem a opětovnému, téměř úplnému vyhlazení Jediů.

### Věčný Sith
Věčný Sith (anglicky Sith Eternal) byl kult Sithů na zapomenuté pusté planetě Exegol v Neznámých oblastích, kam se Sithové uchýlili po zániku Galaktického impéria a smrti předního Sitha Dartha Sidiouse (císaře Palpatina). Na Exegolu se Sithové ponořili do starodávných tradic, rituálů a studia temné strany Síly, kterou uctívali spolu s padlým Darth Sidiousem, kterého se jim podařilo uvést zpět v život. Na Exegol si se sebou odnesli množství imperiální techniky a pod povrchem planety začali konstruovat bitevní křižníky, které se silou vyrovnaly zničené Hvězdě smrti. Křižníky na Exegolu vytvořily mohutnou flotilu, tzv. „Sithskou flotu“ nebo „armádu“.
Sithové na temné pouštní planetě vyzbrojovali vlastní armádu poslušných vojáků, kteří byli od malička vychováváni a cvičeni k tomu, aby byli zcela oddáni temnému kultu. Indoktrinace a zaslepený fanatismus vojáků, kteří nepoznali nic jiného než temný svět Exegolu, předčili dokonce stormtroopery Prvního řádu, který byl toho času hlavní imperiální mocí v galaxii. Kult nabyl přesvědčení o vlastním kosmickém předurčení k vládě nad galaxií. 
V roce 35 ABY byl vyhlášen Konečný řád, dokonalý režim dle sithských představ, který měl nahradit čistě vojenskou organizaci Prvního řádu. Po prvotní rozporuplné až odmítavé reakci Prvního řádu k tomu došlo záhy, jakmile vysocí důstojníci zjistili, že císař Palpatine je stále naživu a v čele této neznámé moci. Palpatine (Darth Sidious) chápal Konečný řád jako dokonalejší „čistší“ formu Prvního řádu. Sithy podpořili také rytíři Renu, odlišní vyznavači temné strany Síly, kteří dosud stáli na straně Prvního řádu. Ti se od Sithů lišili jiným učením a přístupem k Síle. Přes tyto ideologické rozpory nyní rytíři Renu rozpoznali v Darth Sidiousovi nadpřirozené ztělesnění temné strany Síly, kterou uctívají.

## Pomocné organizace pod vládou Sithů
- Rasa původních Sithů - zotročeni Temnými Jedi vyhnanými z Republiky.
- Rasa massassijských válečníků - výtvory sithské alchymie, mocní válečníci.
- Krathové - tajná Sithská společnost, během Velké sithské války byli spojenci Exara Kuna.

## Hodnosti
Sithové měli ve své historii jasně definovanou hierarchii, která oddělovala silné od slabých. Protože existovali v mnoha inkarnacích, nezachoval se žádný jednotný systém. Po šest tisíc let zůstala hierarchie víceméně stejná, ale v době Lorda Kaana došlo v systému k chaosu, díky kterému měli všichni vyšší Sithové v řádu titul Temný Pán ze Sithu. Sithové proto zažili velkou reformu po Sedmé bitvě o Ruusan, z níž vzešel řád, kde pouze dva Sithové existují, Mistr a učedník. Oba vlastní titul Temný Pán ze Sithu, jež se stal synonymem titulu Sithský pán.
Toto byly hodnosti v Sithském impériu před zformováním Baneova Pravidla dvou v roce 1000 BBY:

### Temný Pán ze Sithu
Temní Páni ze Sithu byli zpravidla ti největší a nejmocnější Sithští páni dané generace. Do doby Kaana byl tento titul udělován jen vůdci celého řádu, ale na konci Nových sithských válek byl vlastněn mnoha Sithy. Od počátku řádu Sithů jich bylo známo mnoho. Někteří z nich byli pohřbeni s veškerými poctami na sithské domovské planetě Korriban v Údolí Temných Pánů.
V době Starého sithského impéria, kdy se stal tento titul tradicí, byl Temný pán ze Sithu volen dvanáctičlennou radou Sithských pánů na Ziostu. Pokud se objevil Sith s odvahou a mocí dostatečnou na to postavit se dosavadnímu Temnému pánovi, měl možnost v souboji na život a na smrt titul uzmout. Mrtvý Temný pán pak byl s největšími poctami pochovám v Údolí Temných Pánů na Korribanu, stejně tak jako Temní páni zesnulí přirozenou smrtí.
Protože tento titul mohl mít vždy jen ten nejmocnější ze Sithů, existoval vždy jen jeden Temný pán a po smrti byl vždy vystřídán jiným. Až v době tisíc let před pádem Republiky, vytvořil Temný Pán Lord Kaan Bratrstvo Temnoty a stanovil, že všichni Sithští pánové jsou si rovni a všichni budou vlastnit titul Temný Pán ze Sithu. Po zničení Bratrstva v Sedmé bitvě o Ruusan zavedl jediný přeživší Sith Darth Bane nový Řád sithských pánů, jinak známý jako Pravidlo Dvou. V tomto řádu existovali jen dva Sithové, mistr a učedník. Nehledě na rozdíly ve schopnostech a zkušenostech, oba vlastnili titul Temný Pán ze Sithu. V době 130 let ABY pozměnil Darth Krayt toto pravidlo na Pravidlo jednoho a sám vládl jako Temný Pán mnoha věrným Sithům.

### Sithský Pán
Sithský pán byl titul, jenž vlastnil velmi mocný mistr. Někdy byl synonymem pro jiné tituly jako Temný Pán ze Sithu, Sithský mistr nebo jako hodnost rovnocenná Jedijskému titulu Mistr Jedi. Několik Sithských pánů rovněž vlastnilo titul Darth. Titul Sithský Pán je stejný pro obě pohlaví, avšak existovali i takoví, jako například Lumiya, která titul změnila na Sithskou Paní. Původně tento titul vlastnili i zástupci rasy původních Sithů, jako například Adas a Dathka Graush.
Sithský Pán patří mezi nejvyšší hodnosti v řádu Sithů, vyšší už je jen Temný Pán ze Sithu. Pouze výjimečně se jim postavil někdo jiný než Jedi. V původním Starém sithském impériu měl každý Sithský Pán svůj vlastní symbol, vytetovaný na čele, a každý měl vlastní říši. Tito Pánové se shromažďovali v tzv. Sithské radě, jež byla obdobou Rady jedijské. V době Starého impéria zasedala na planetě Ziost a členové rozhodovali o důležitých záležitostech a v případě nutnosti volili mezi sebou nového Temného Pána ze Sithu.

### Nižší hodnosti
- Sithský válečník byl středně postavený Sith, který soustředil veškeré své síly a schopnosti pouze na boj a bitvu a trávil málo času zkoumáním a studováním podstaty temné strany.
- Sithský akolyta byl učedník citlivý na Sílu, který právě započal temnou cestu pod vedením mnohem zkušenějšího Sithského pána. Bratrstvo Temnoty je trénovalo v akademiích na Dathomiru a Iridonii. Tato hodnost byla rovněž používána v Darth Kraytově řádu, navíc sám Krayt označil sebe za akolytu během svého učení na Korribanu.
- Sithský adept byla podobná hodnost jako sithský akolyta.
- Sithský přisluhovač byla nejnižší hodnost v Sithském řádu před Baneovou reformou. Často nebyli ani citliví na Sílu a někdy uctívali Sithské pány jako své bohy. Sithští kultisté se za přisluhovače dají považovat také. Titul Sithský přisluhovač byl znovu obnoven až během vlády Darth Krayta, kdy byl v jeho Pravidle jednoho každý Sith sithským přisluhovačem.

#### Speciální nižší hodnosti
- Sithští nájezdníci (Marauderové) byli variantou třídy sithských válečníků, speciálně trénovaní na boj. Marauderové se jen málo starali o manipulaci ostatních a o hluboké poznání temné strany. Svého vrcholu dosáhli během období vlády Sithského Triumvirátu, skrytí v Trayuské akademii na Malachoru V, kde byli trénováni ve velkém počtu. Většina Marauderů byla poté vyhlazena Vypovězenou. Během Nových sithských válek Bratrstvo temnoty znovu začalo cvičit Maraudery v akademiích na Honoghru, Gentesu a Gamorru.
- Sithští vrazi (Assassini) byli sektou na Sílu citlivých vrahů, ovládanou Darth Sionem a Darth Nihilusem na Malachoru V po skončení Mandalorianských válek. Sithští vrazi preferovali léčku a přepadení své oběti ze stínů před přímým útokem a většinou pracovali samostatně nebo v malých skupinách za použití generátorů maskovacího pole a kamufláže. I když několik elitních Assassinů bojovalo se světelnými meči, většina používala běžné zbraně. Tito zabijáci byli rovněž neobvyklí tím, že vysávali Sílu ze svých obětí takže čím silnější v Síle oběť byla, tím silnější byl poté lovec. Během a po Jedijské občanské války byl primární úkol Assassinů zajmout nebo zabít Jedie a mučit ho, dokud nepropadl temné straně, nebo nezemřel. Speciálně trénovaným byl například Atton Rand. Nakonec byli vrazi do jednoho poraženi Vypovězenou. Během Nových sithských válek byli vrazi opět trénováni v akademiích na Rylothu, Umbaře a Nar Shaddaa. Přinejmenším osm Assassinů z Umbary přežilo Nové sithské války a spojili se s Hettonem a jeho protirepublikovou frontou. Všichni však byli poté zabiti Darth Baneem. Nový sithský řád měl agendu zvanou Sithská rozvědka a Assassin.

### Pravidlo Dvou
Aby zajistil přežití Sithů, byl Darth Bane nucen přivést je na pokraj vyhynutí. Založil Pravidlo dvou a titul Temný Pán ze Sithu vlastnili oba Sithové. Pravidlo dvou určovalo, že mistr trénuje učedníka. Jakmile je učedník dostatečně silný, zabije svého mistra a sám získává titul mistra. Zároveň je nucen si najít vlastního učedníka a proces opakovat.

#### Sithský mistr
Sithský mistr byl starodávný titul, který vlastnil Sith, pokud měl učedníka. V době Jedijské občanské války byl například Darth Malak označován jako Sithský mistr, protože byl Temný Pán ze Sithu a měl zároveň učedníka Darth Bandona. Představení Sithské akademie na Korribanu tento titul také vlastnili. V Baneově řádu vlastnili titul Sithský mistr jen ten výše postavený, učedník ne. V Kraytově řádu je Pravidlo dvou odmítnuto, ale tradice mistra a učedníka je zachována.

#### Sithský učedník

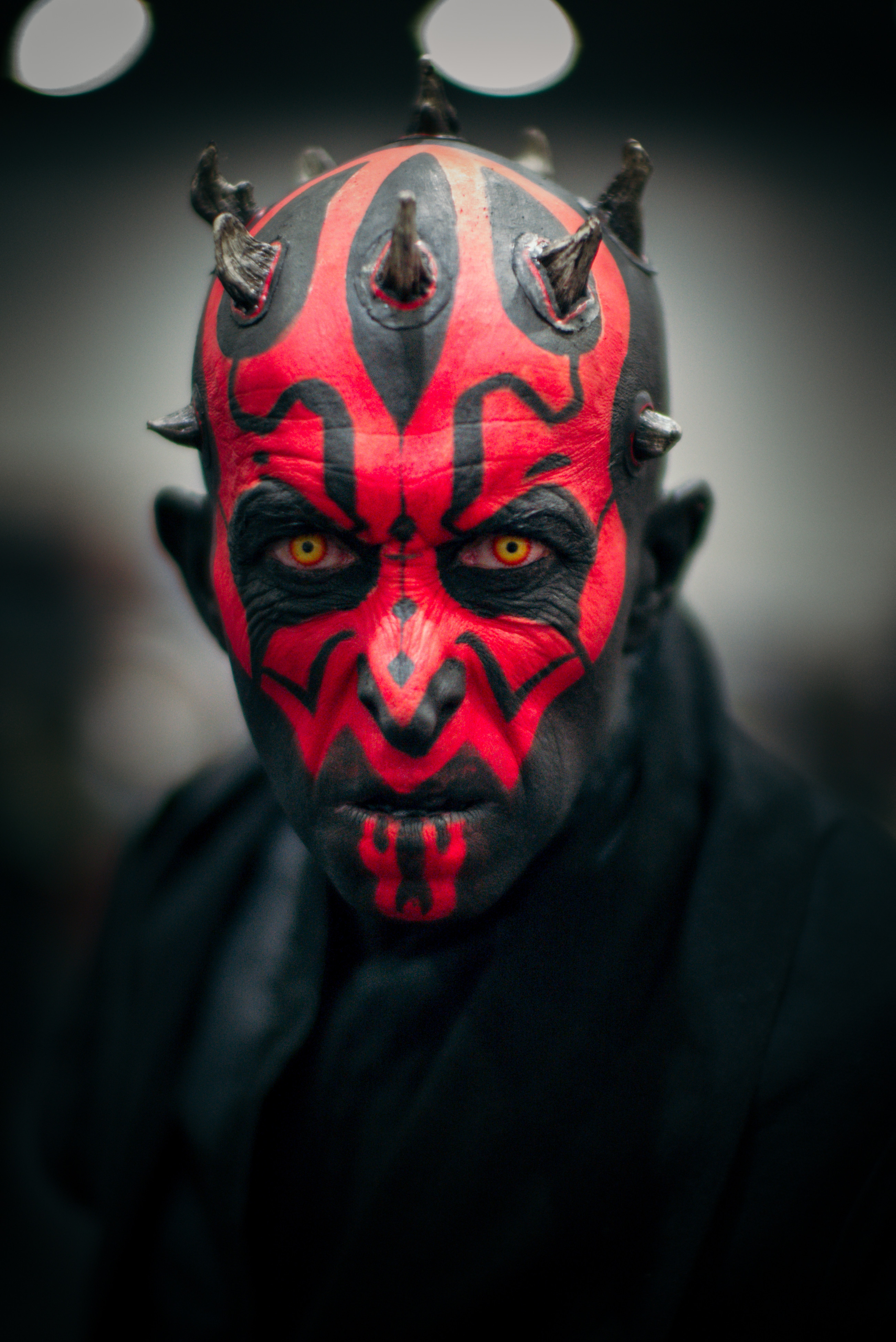
Darth Maul

Sithský učedník byl titul Sitha, pokud on nebo ona byl učedík nějakého Mistra. V Darth Baneově Pravidle dvou vlastnili sithský učedník i Sithský mistr titul Temný Pán ze Sithu souběžně, na rozdíl od předešlé tradice jediného Temného Pána. Jakmile učedník zavraždil svého mistra, stal se sám mistrem a hledal si nového učedníka. Učedníky byli například Darth Maul, Darth Tyranus i Darth Vader, jejichž mistrem byl Darth Sidious. Darth Vader byl navíc vůbec první postavou ve Star Wars identifikovanou jako Temný Pán ze Sithu.
Učedníkům sloužili adepti Temné strany, kteří nebyli, technicky vzato, vůbec Sithové. Tito na Sílu citliví jedinci byli vybíráni Sithským učedníkem pro případ, že by se z učedníka stal mistr a potřebovali místo učedníka někým obsadit. Příkladem může být Asajj Ventress, která byla učednicí hraběte Dooku. Podobný seznam adeptů si vedl i mistr, pokud byl jeho stávající učedník zabit. Mistr měl vždy někoho v záloze, jako např. Darth Sidious Anakina Skywalkera.

#### Adepti a další hodnosti za Palpatinovy éry
Když Palpatine ustanovil sám sebe císařem Galaktického impéria, Sithové ovládli známou galaxii a přišla i potřeba loajálních funkcionářů a služebníků znalých temné strany Síly. I když tito jedinci nebyli Sithové, protože řád dovoloval existenci jen dvou, byli tito přisluhovači známí jako Adepti temné strany. Ti podporovali císaře a sloužili mu. Pracovali jako agenti, rozvědka, vojenští důstojníci a na jiných důležitých postech, kde prosazovali císařův vliv. Adepti temné strany byli velmi důležití zvláště při návratu Palpatina do svých klonových těl šest let po jeho smrti.
- Inkvizitoři byli agenti tajné divize Imperiální rozvědky, kteří byli citliví na Sílu. Byli nejvýše postavení Adepti temné strany a zodpovídali se přímo císařovi Palpatinovi.
- Proroci temné strany byli potomci zběhnuvších Sithů, sídlící ve Vnějším pásu. Byli založeni Darth Millennialem. I když to nebyli Baneovi Sithové, byli Prorokové svým způsobem „praví Sithové“. Darth Sidious znovunalezl tuto skupinu, přivedl je pod svou kontrolu a nazýval je svými Císařovými Mágy. Jejich funkcí bylo hlavně předvídaní budoucnosti.
- Císařovy Ruce byli přísně tajní speciální agenti trénování v Síle samotným císařem. Byli tak tajní, že většinou nevěděli o existenci ostatních rukou. Mara Jade byla jedna z nejlepších císařových rukou.
- Císařské gardy byli elitní Stormtroopeři přiřazeni výhradně k ochraně císaře. Citlivost na Sílu nebyla důležitá, ale byli tam i tací.

### Hodnosti Nového sithského řádu
V roce 130 ABY povstal Nový sithský řád, jenž nahradil ten Baneův. V tomto kultu mělo mnoho členů červeno-černé tetování a dostávali následující tituly. Též známý jako "One sith" (Jeden Sith), měl totiž pouze jednoho skutečného Sitha, všichni ostatní byli považováni za pouhé služebníky. Tento řád padl v roce 138 ABY, kdy Cade Skywalker zabil Darth Krayta, jeho zbývající členové zahynuli o rok později, včetně Darth Wredda, který proti řádu povstal v touze po pomstě, čímž byla galaxie konečně očištěna od Sithů. 
- Pěst byl Sithský pán, který sloužil jako nejvyšší vojenský velitel sithského řádu. Pěsti byly do své pozice určeni samotným Kraytem. V roce 137 ABY sloužil jako Pěst Darth Stryfe. Původně byl Pěst i Darth Nihl, ale stal se Rukou po smrti jeho předchůdce.
- Ruce byly Darth Kraytovi nejschopnější služebníci. Přímali pouze jeho rozkazy a zodpovídali se pouze jemu.
- Sithská rozvědka a assassini byla agenda v Novém sithském řádu zodpovědná za špionáž, politické vraždy a mučení. Okolo roku 130 ABY byla vedena Darth Maladiem. Jor Torlin byl jeden z jejich nejvýše postavených členů rozvědky.